# Victoria Falls

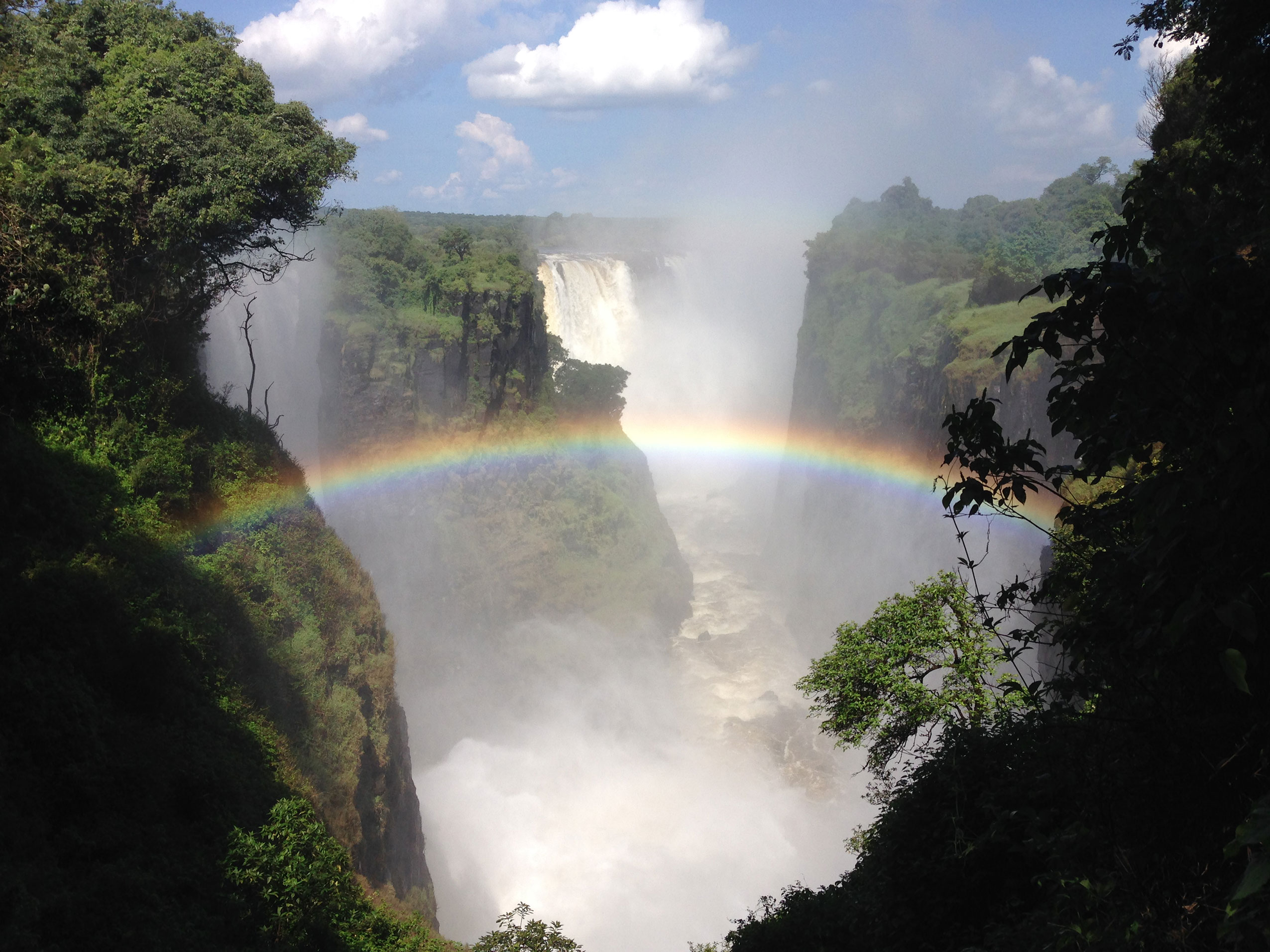
Viktoriiny vodopády

Victoria Falls je město v západní části Zimbabwe, v provincii Matabeleland North a v distriktu Hwange, při hranici se Zambií. Město je pojmenováno podle Viktoriiných vodopádů, které se od něj nachází nedaleko. Podle průzkumu v roce 2012 ve městě žije 33 660 obyvatel.

## Historie
Město bylo založeno na začátku 20. století, když byla na místo města postavena železnice. Město začalo sloužit jako základna pro turisty, kteří chtěli navštívit nedaleké Viktoriiny vodopády. Byl postaven také most přes řeku Zambezi (Victoria Falls Bridge), který dnes spojuje město se Zambií.

## Geografie
Město leží na severozápadě provincie Matabeleland North, na hranici se Zambií. Tato hranice je tvořena řekou Zambezi, na které jsou i Viktoriiny vodopády. Zambijské město Livingstone je vzdáleno jen několik kilometrů.
Nadmořská výška ve městě se pohybuje okolo 950 metrů.
Město Victoria Falls je obklopeno národními parky Mosi-oa-Tunya, Zambezi a Victoria Falls.

## Doprava
Do města vede železnice, která Victoria Falls spojuje se zimbabwskými městy Hwange a Bulawayo a se Zambií.
Ve Victoria Falls se nachází také letiště, jsou odsud provozovány lety do Jihoafrické republiky a do Namibie.

## Pamětihodnosti
- Viktoriiny vodopády
- Victoria Falls Bridge
- Victoria Falls Hotel, historický hotel z roku 1904

## Galerie

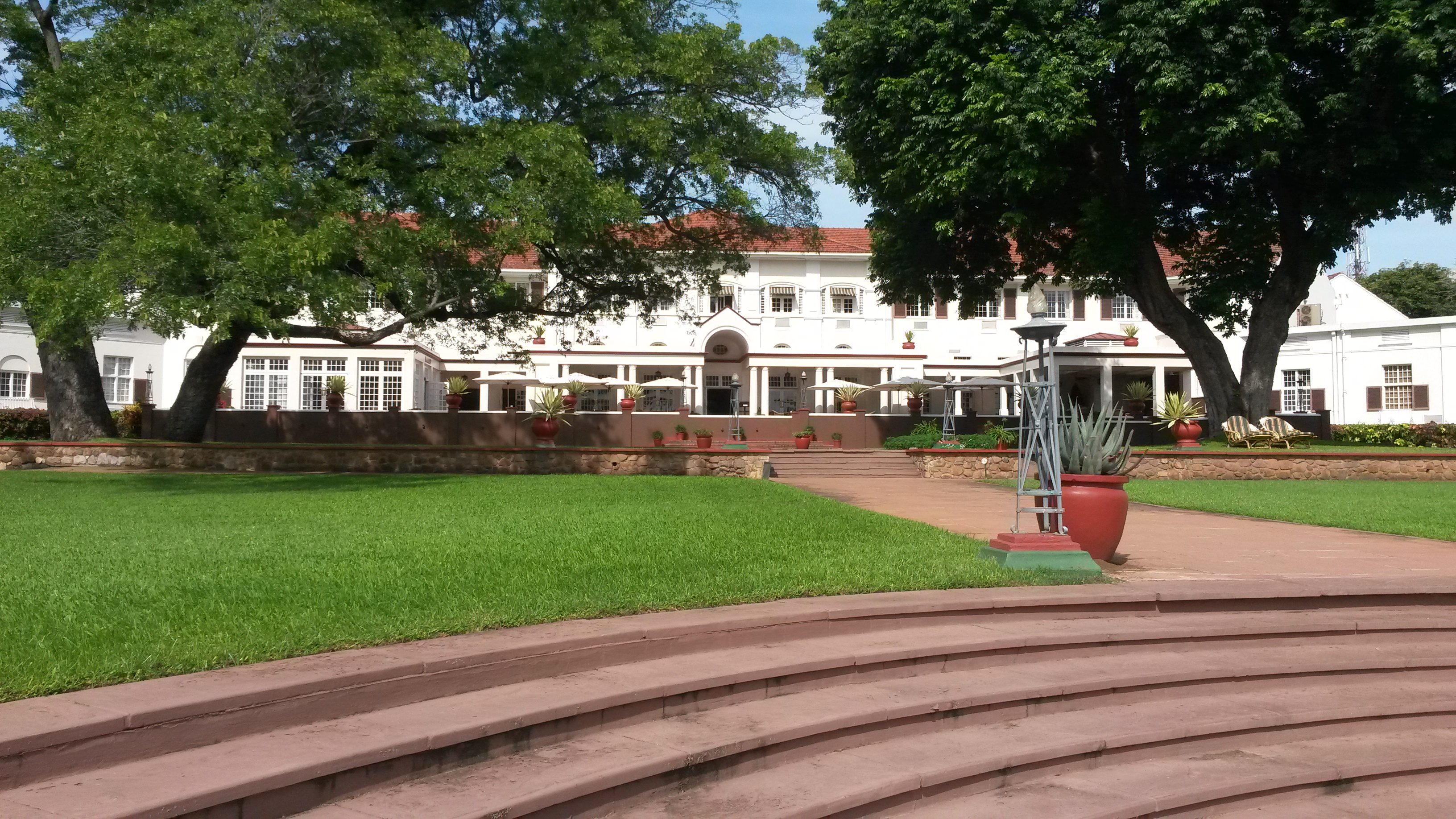
Victoria Falls Hotel
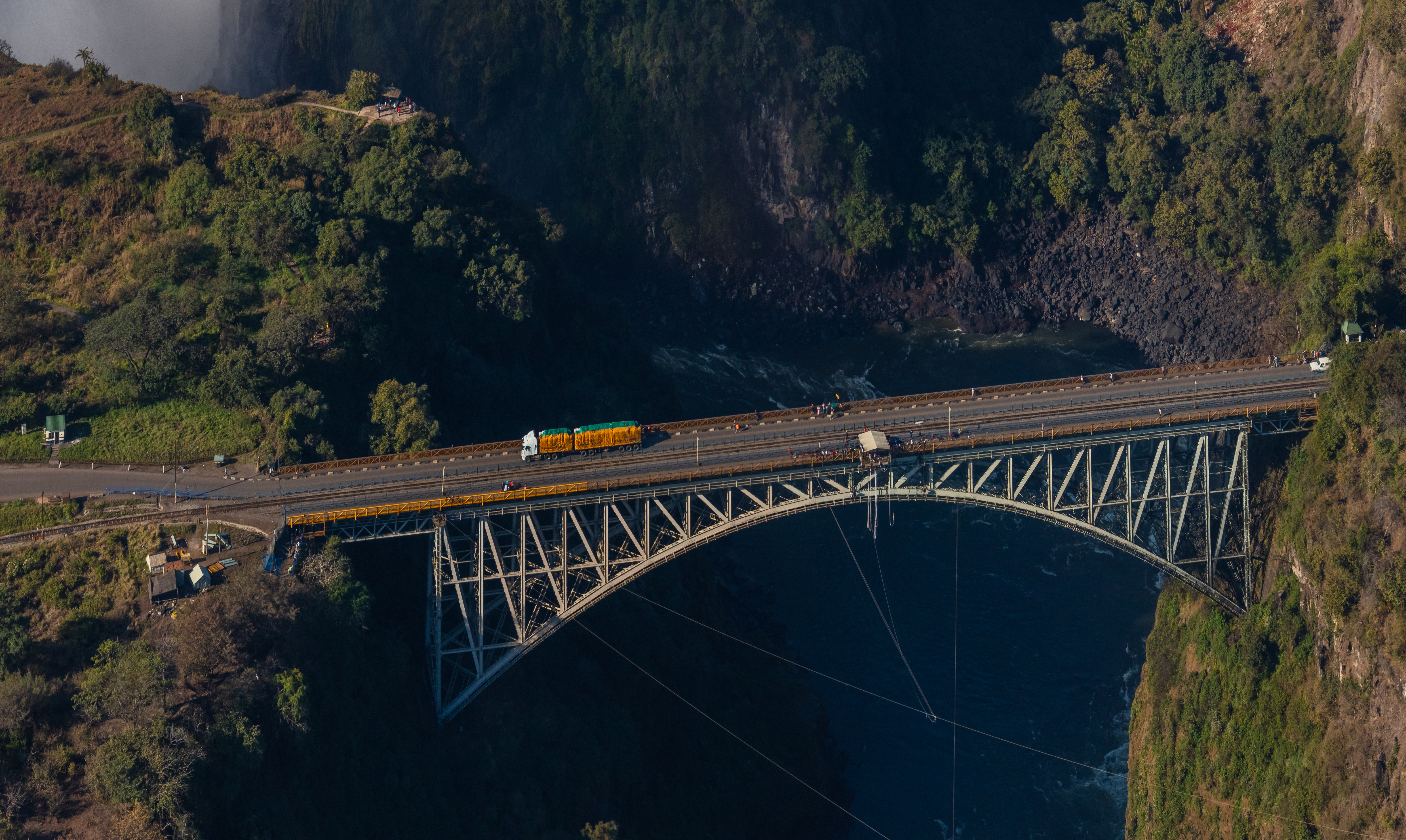
Victoria Falls Bridge
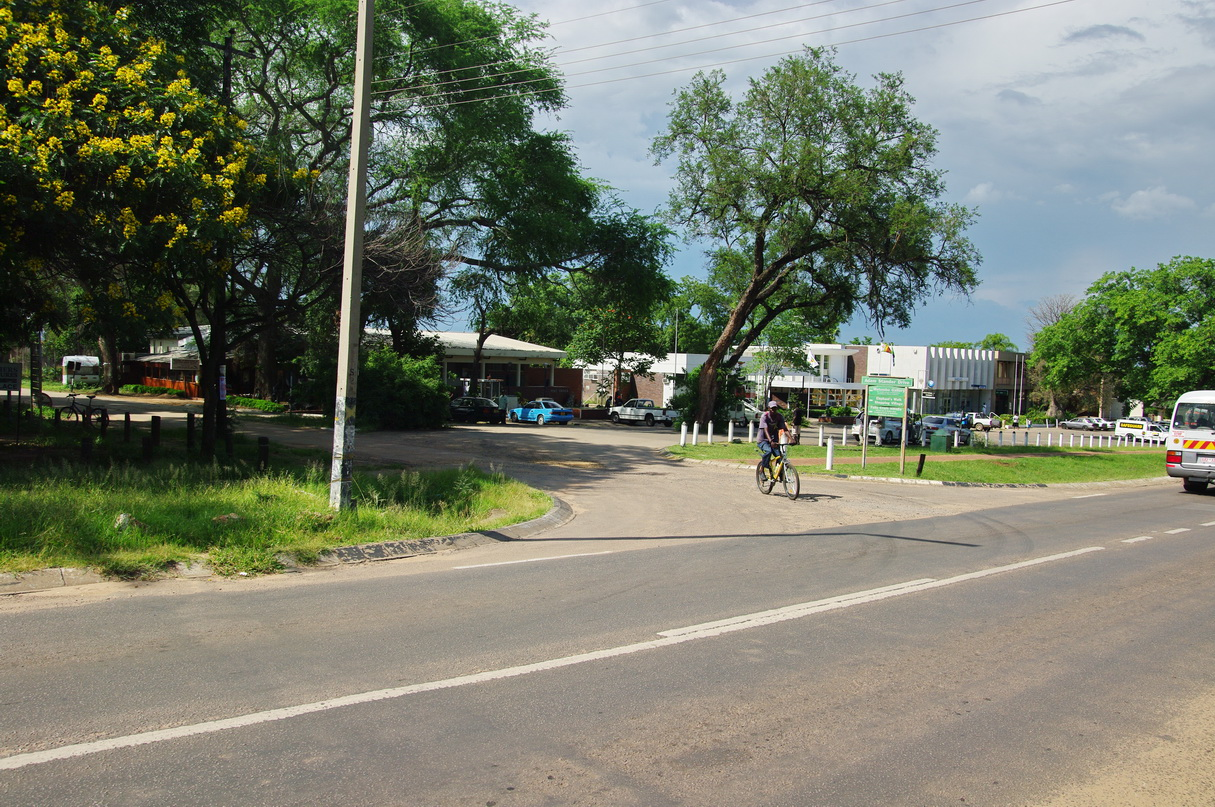
Silnice v centru města
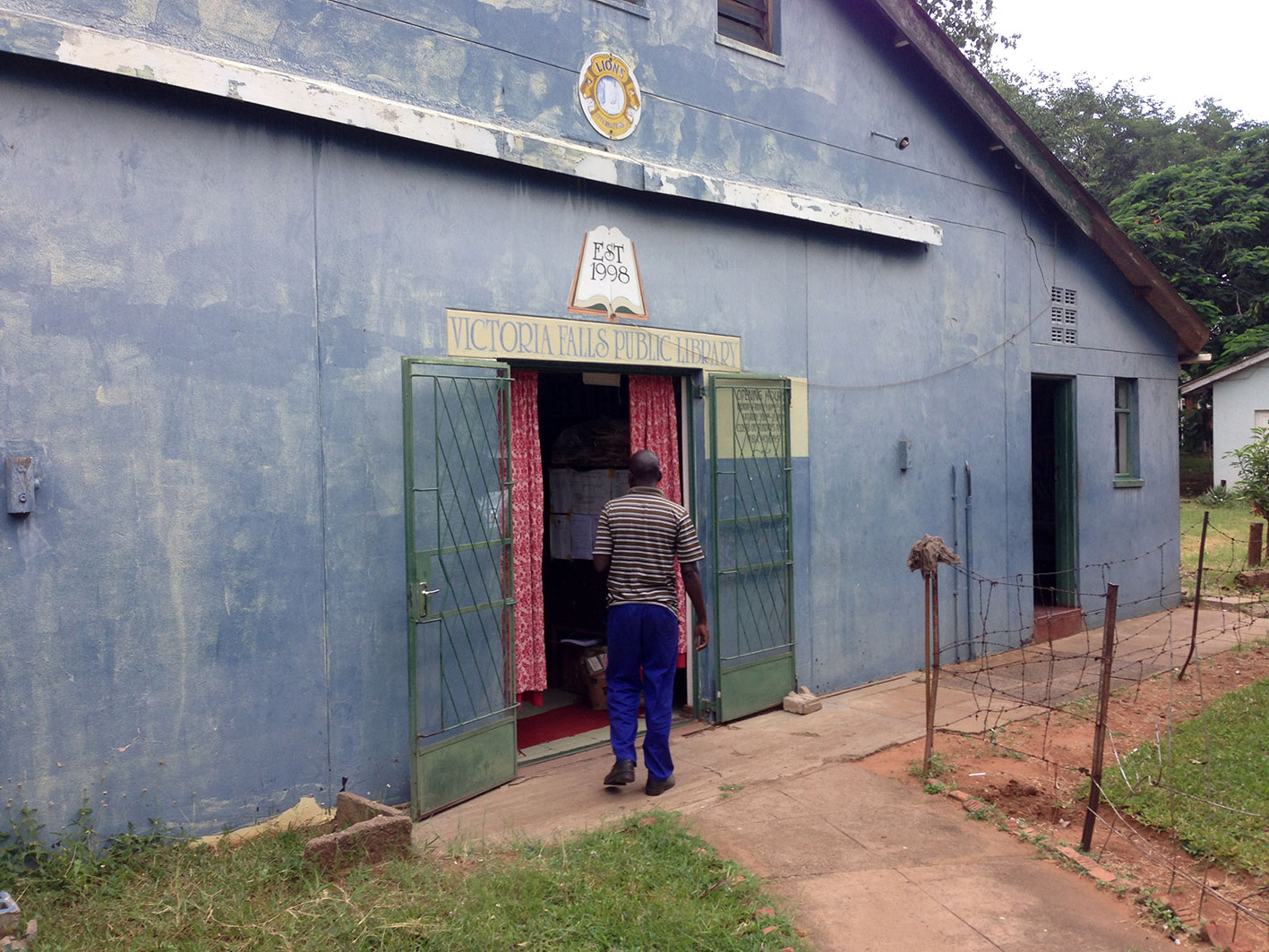
Městská knihovna
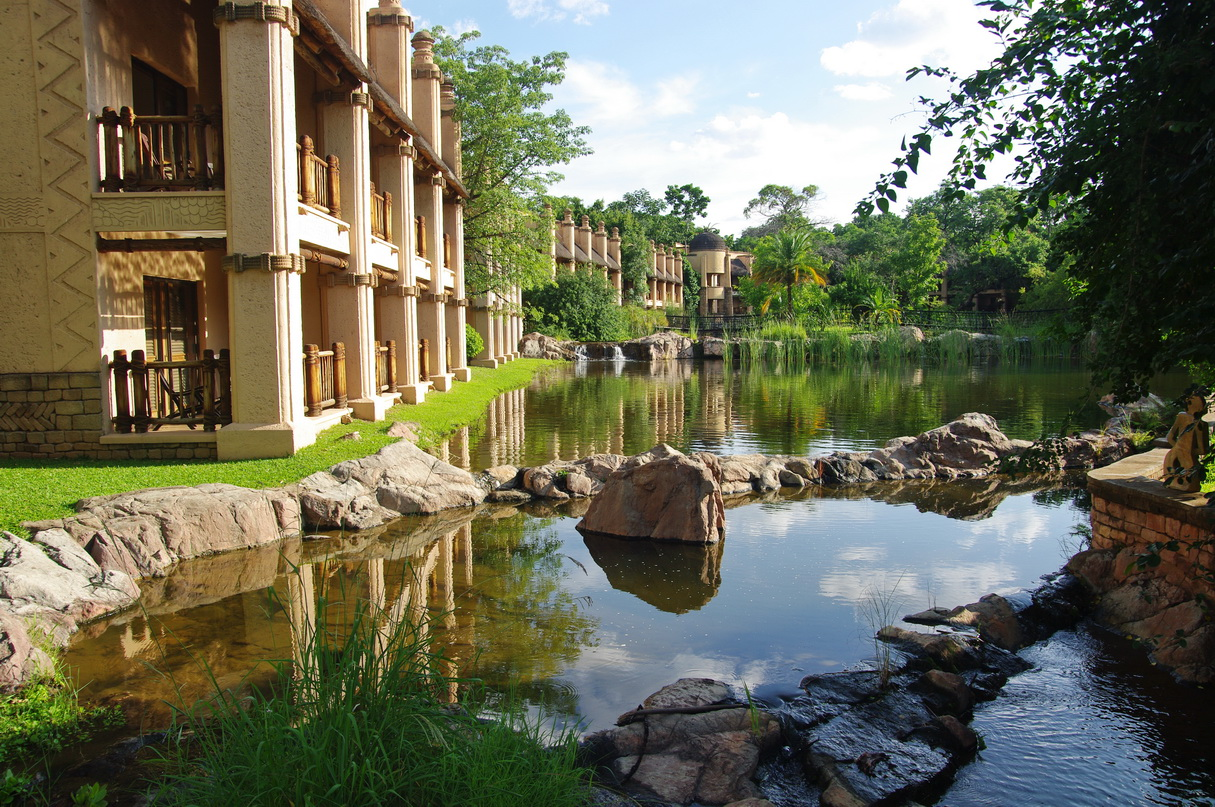
Hotel Kingdom